# Solinarska hiša
Solinarska hiša je preprosta hiša na solinah, v kateri so v času trajanja sezone pobiranja soli živeli solinarji z družino. Tak tip hiše odlikujejo njena preprostost in uporabnost, Imajo osnovni pravokotni tloris. Navadno so grajene iz laporja ali pa v kombinaciji z belim istrskim apnencem. So enonadstropne z dvokapno streho, pokrito s korci. Lega hiše je bila že vnaprej določena z razporeditvijo kanalov na solinah, tako je daljša stran potekala vzporedno s kanalom po nasipu, ki je ločil kanal od solnega polja. Nekatere hiše so imele ob krajši stranici prizidano dodatno skladišče. To je imelo po dvoje vrat: ena so bila obrnjena proti solnemu fondu, skozi katera so prinašali sol iz kristalizacijskih bazenov, skozi druga, ki so bila obrnjena proti kanalu, so pa sol nakladali v čolne, ki so po navadi pluli po kanalu.
Medtem ko je bilo pritličje namenjeno skladišču enoten prostor, je bilo nadstropje razdeljeno v bivalno kuhinjo in več sob, ki so služile bivanju. V kuhinji je bilo običajno odprto ognjišče. 

## Ognjišče
Kurišče je bilo izdelano iz drobne opeke, obrobljene z kamnom, spodnji del pa je bil tudi iz opeke in ometan. Dim nad ognjiščem je vsrkavala lesena napa, ki se je nadaljevala v lesen ometan trombon z iztekom skozi dimnik. V steni nad ognjiščem je bila majhna niša, kamor je gospodinja med kuhanjem odlagala gospodinjske potrebščine. V bližini ognjišča je bila nujno potrebna tudi stenska omarica, ki je služila predvsem za spravljanje hrane in pribora. Posode s pitno vodo so odlagali na banco d'acqua, preprosto leseno konstrukcijo v bližini ognjišča nad stopniščem.